# Buteo plagiatus
La poiana grigia (Buteo plagiatus (Schlegel, 1862)) è un uccello rapace della famiglia degli Accipitridi.

## Descrizione

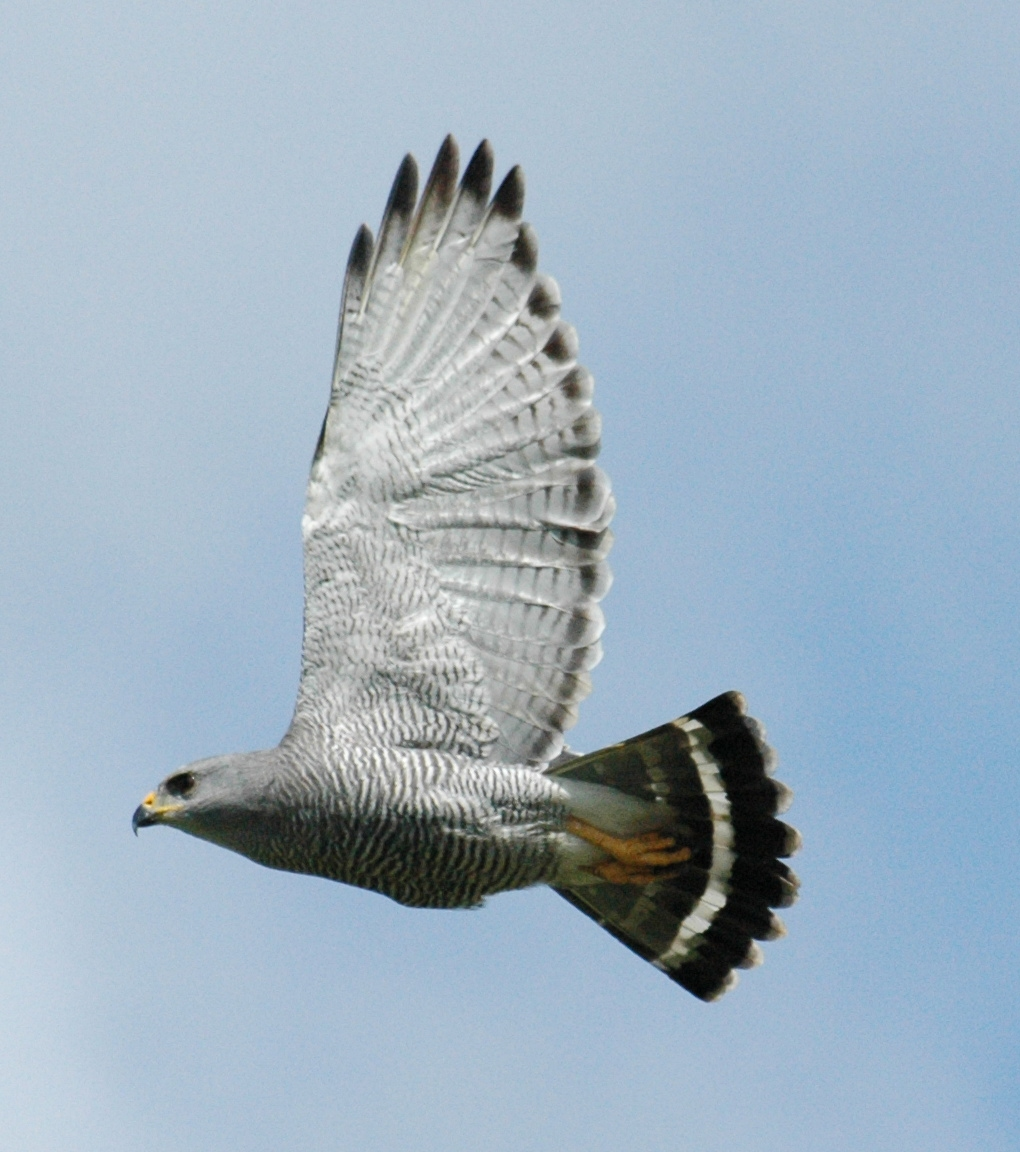
Adulto in volo

È un rapace di media taglia, lungo 41–44 cm, e con un'apertura alare di circa 90 cm; le femmine sono leggermente più grandi dei maschi.
Gli esemplari immaturi hanno parti superiori di colore marrone scuro, coda marrone a bande chiare e parti inferiori bianche macchiate di marrone.
Gli adulti hanno un piumaggio grigio con sottili striature biancastre, la coda è nera con due fasce bianche e le zampe sono arancioni.

## Biologia
Preda piccoli vertebrati, in prevalenza rettili (p.es. lucertole del genere Cnemidophorus), ma anche rane, uccelli e piccoli mammiferi.

## Distribuzione e habitat
L'areale di questa specie comprende l'estremità sud-occidentale degli Stati Uniti, Messico, Guatemala, Belize,  El Salvador,  Honduras, Nicaragua e Costa Rica.